# Gethyllis linearis
Gethyllis linearis là một loài thực vật có hoa trong họ Amaryllidaceae. Loài này được L.Bolus mô tả khoa học đầu tiên năm 1929.